# Episodi de I signori della fuga (seconda stagione)
La seconda e ultima stagione della serie televisiva I signori della fuga è stata trasmessa negli Stati Uniti dal canale A&E Network dal 4 marzo 2012 al 29 aprile 2012.
In Italia la stagione è andata in onda su Fox dal 4 febbraio al 4 marzo 2013.
| nº | Titolo originale       | Titolo italiano      | Prima TV USA   | Prima TV Italia  |
| -- | ---------------------- | -------------------- | -------------- | ---------------- |
| 1  | An Unjust Death        | Una morte ingiusta   | 4 marzo 2012   | 4 febbraio 2013  |
| 2  | Round Two              | Secondo round        | 11 marzo 2012  | 4 febbraio 2013  |
| 3  | Double Down            | L'esca               | 18 marzo 2012  | 11 febbraio 2013 |
| 4  | Cruz Control           | Fermare Cruz         | 25 marzo 2012  | 11 febbraio 2013 |
| 5  | Self Help              | Il venditore di fumo | 1º aprile 2012 | 18 febbraio 2013 |
| 6  | I Smell Emmy           | Il piano di Emmy     | 8 aprile 2012  | 18 febbraio 2013 |
| 7  | Ain't Love (50) Grand? | La manipolatrice     | 15 aprile 2012 | 25 febbraio 2013 |
| 8  | SEALd Fate             | Destino segnato      | 22 aprile 2012 | 25 febbraio 2013 |
| 9  | Freakshow              | L'artista della fuga | 29 aprile 2012 | 4 marzo 2013     |
| 10 | Served Cold            | Caccia al tesoro     | 29 aprile 2012 | 4 marzo 2013     |